# شركة سمة
الشركة السعودية للمعلومات الائتمانية  أو سمة هي أول شركة مرخص لها في مجال المعلومات الائتمانية في المملكة العربية السعودية سواءً للأفراد أو الشركات. أنشئت في عام 2002م من قبل عشر بنوك تجارية محلية وبدأت العمل فعلياً في عام 2004م
وتعمل تحت إشراف البنك المركزي السعودي. يشغل منصب الرئيس التنفيذي نبيل عبدالله المبارك .

## روابط خارجية
- الموقع الرسمي